# Scheuern (Nassau)
Scheuern ist ein Stadtteil von Nassau an der Lahn im Rhein-Lahn-Kreis in Rheinland-Pfalz.

## Geschichte
Als Schura wurde der Ort 1163 erstmals urkundlich erwähnt. Gleichzeitig mit Nassau und Dausenau erhielt der Ort 1348 durch König Karl IV. die Stadtrechte. Seit dem 19. Jahrhundert war Scheuern Teil der Gemeinde Bergnassau-Scheuern im Unterlahnkreis. Im Zuge der Mitte der 1960er Jahre begonnenen rheinland-pfälzischen Gebietsreform wurde Bergnassau-Scheuern 1969 eingemeindet und ist seitdem Stadtteil von Nassau. Dieser Stadtteil liegt auf der dem Taunus zugewandten Seite von Nassau, also der Südseite. Die Grenze zu Nassau bildet die Lahn.
Die mittelalterliche Stadtmauer ist teilweise erhalten. Ebenfalls haben sich Reste einer Wasserburg erhalten. Diese wurde um 1600 zum Schloss umgebaut. Ab 1855 beherbergte es die Stiftung Scheuern, für welche das Schloss stark umgebaut wurde.
Südlich der Langauer Mühle findet sich auf dem Höhenzug des Heidenpütz eine bis dato undatierte Wallburg.

## Einrichtungen
Scheuern hat einen eigenen Kindergarten, die Freiwillige Feuerwehr, den Sportverein und den Männerchor.
Scheuern ist auch für den eisen- und schwefelhaltigen Brunnen „Sauerborn“ bekannt.

Mit der Stiftung Scheuern gibt es seit 1850 eine diakonische Einrichtung der Behindertenhilfe.

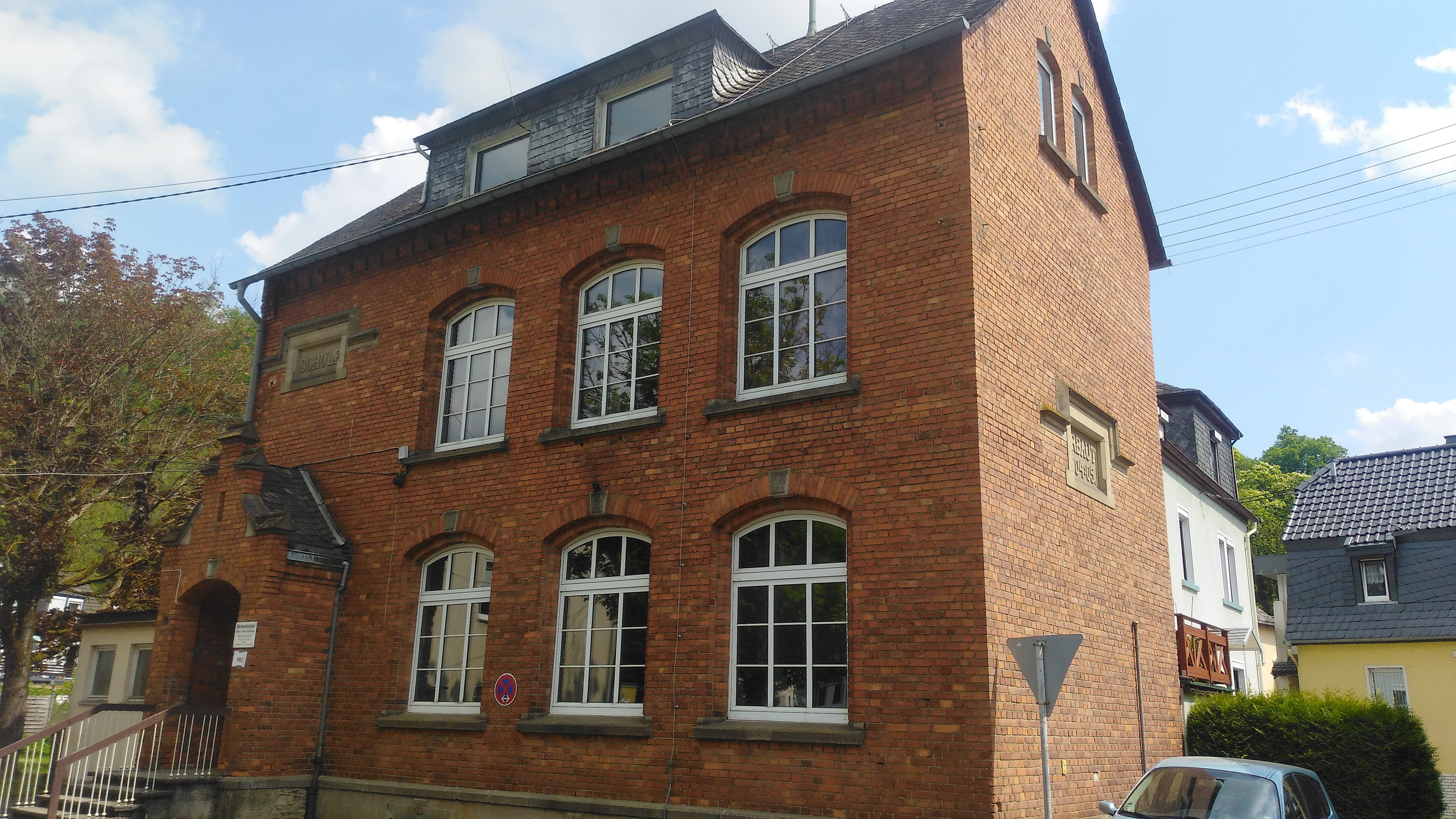
Alte Schule Scheuern

## Persönlichkeiten
- Wilhelm Koch (1779–1848), preußischer Landrat
- Johann Wilhelm Schirm (1812–1889), Pädagoge, Begründer der Wiesbadener Gewerbeschule, Mitglied des Nassauischen Kommunallandtags des preußischen Regierungsbezirks Wiesbaden